# نانسي درو (شخصية خيالية)
نانسي درو هي شخصية خيالية في سلسلة من أدب الغموض (الروايات البوليسية) ابتكرها الناشر إدوارد سترايتماير. ظهرت الشخصية لأول مرة في عام 1930؛ كما كتب الكتب عدد من المؤلفين غير المعروفين ونشر تحت الاسم المستعاراسم مستعار الجماعي كارولين كين. تطورت الشخصية على مر العقود استجابة للتغيرات في ثقافة وذوق الولايات المتحدة. ونُقحت الكتب واختُزلت بنجاح قابل للتأييد، في بداية 1959، بسبب تكاليف الطباعة المنخفضة وأيضاَ للقضاء على الصورة النمطية العنصرية، في عملية التنقيح، تغيرت شخصية البطلة الأساسية لتصبح شخصية أقل حزماً وأكثر أنثوية. وفي الثمنينيات، ظهرت نانسي بشخصية أكبر في العمر وأكثر مهنية في سلسلة جديدة، باسم ملفات نانسي درو، والتي شملت حبكات رومانسية للبوليس السري. في 2004 انتهت سلسلة قصص نانسي درو الغامضة، والتي بدأت في 1930، واُطلقت سلسلة جديدة بعنوان المحققة حيث تقود فيها الشخصية الرئيسية سيارة كهربائية مُهجنة وتستخدم هاتف خلوي.
في 2013، انتهت سلسلة المحققة مع انطلاق السلسلة الجديدة تحت عنوان يوميات نانسي درو. وقد تطورت الرسوم التوضيحية للشخصية مع مرور الوقت لتعكس شخصية نانسي درو مستخدمة المصطلحات المعاصرة. وقد حصلت الشخصية على طابع شعبي مستمر في أنحاء العالم: حيث تم بيع 80 مليون نسخة على الأقل من الكتب، وتُرجمت الكتب إلى أكثر من 45 لغة. وظهرت نانسي درو في 5 أفلام، واثنان من البرامج التلفزيونية، وعدد من ألعاب الكمبيوتر المشهورة؛ كما ظهرت أيضاً على مجموعة متنوعة من البضائع التي تباع في أنحاء العالم.
كأيقونة ثقافية، تم الاستشهاد بنانسي درو لما لها من تأثير تكويني على عدد من النساء، بداية من قاضية المحكمة العليا ساندرا داي أوكونور وسونيا سوتومايور إلى وزيرة الخارجية هيلاري رودام كلينتون والسيدة الأولى السابقة لورا بوش.
وحلل نقاد الأدب النسوي قوة تحمل شخصية نانسي درو، بحجة أن نانسي درو بطلة أسطورية، كتعبير عن تحقيق الرغبة أو كتجسيد للأفكار المتناقضة التي تمثلها الأنوثة.

## الشخصية

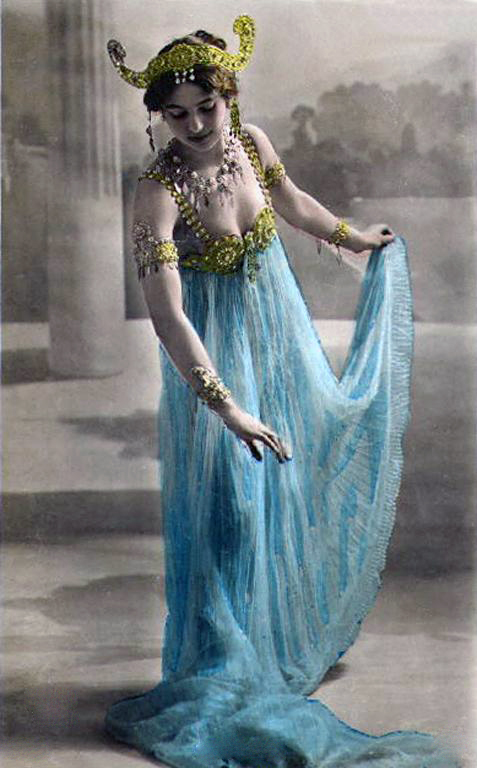
ماتا هاري

تُعد نانسي درو من هواة النقب الخيالية. في الإصدارات الأصلية من السلسلة كانت نانسي درو خريجة المدرسة الثانوية والتي تبلغ من العمر 16 عاماً، ولكن في الإصدارات اللاحقة تم إعادة كتابة الشخصية لتصبح بنت الثامنة عشر خريجة المدرسة الثانوية والمحققة. في هذه السلسلة تعيش درو في بلدة خيالية في مرتفعات النهر مع والدها المحامي كارسون درو، ومدبرة المنزل هانا جرين. كطفلة فقدت درو أمها (في سن العاشرة في الإصدارات الأصلية؛ وفي سن الثالثة في الإصدارات اللاحقة) وهذا يعكس استقلالها المبكر (حيث كانت تدير شئون الأسرة ومستلزماتها مع الخادم الذي يُسهل فهمه، ولاحقاً أصبح كوالد بديل). وعندما كانت مراهقة، كانت درو تقضي وقتها في حل الألغاز، بعض الألغاز كانت تعثر عليها بالصدفة، والبعض الأخر بدأ كحالات في قضايا والدها. وغالباً ما ساعدها اثنين من أقرب أصدقائها في حل الألغاز، وهما بيس مارفن (وهي شخصية رقيقة وأنثوية)و جورج فاين (وهي فتاة غلامية؛ تشبه الصبيان)وهن أبناء عمومة، وأحياناً يساعدها صديقها نيد نيكرسون وهو طالب جامعي في كلية ايمرسون.
وغالباً ما وُصفت نانسي بإنها فتاة خارقة، وهذا ما جاء واضحاً في كلام بوبي آن ماسون«كشخصية كاملة الأوصاف ومتحكمة في نفسها كماكة جمال أمريكا في جولة. وهي هادئة الأعصاب كماتا هاري ولطيفة كبيتي كروكر.» فنانسي ميسورة الحال، وجذابة، وموهوبة بشكل مثير للدهشة.
في السادسة عشر من عمرها درست نانسي علم النفس في المدرسة وكانت على دراية بقوة الأقتراح وتكوين الجمعيات." كانت نانسي رسامة جيدة، تجيد تحدث الفرنسية، وتشغيل القوارب في كثير من الأحيان. وكانت سائقة ماهرة في السادسة عشر من عمرها" حيث ظهرت مهارتها في الجراج نتيجة الممارسة الطويلة." وكانت الطفلة المعجزة نانسي كلقطة سينمائية، وسباحة ممتازة، ومجذفة ماهرة، وخياطة خبيرة، وذواقة للطعام، ولاعبة بريدج جيدة. كما لعبت التنس والجولف ببراعة، وركبت مثل رعاة البقر. ورقصت مثل جينجر روجرز، وتمكنت من القيام بالأسعافات الأولية مثل الأخوة مايو.
لم ينقص نانسي المال قط، وفي الأجزاء اللاحقة من السلسلة سافرت نانسي إلى أماكن بعيدة، مثل فرنسا في لغز 99 خطوة (1966)، ونيروبي في لغز العنكبوت ياقوت (1968)، والنمسا في الآسير الشاهد (1981)، واليابان في العروس الهاربة (1994)، وكوستاريكا في فضيحة الببغاء القرمزي (2004)، والألسكا في لعنة من النجم القطبي (2013). ونانسي أيضاً قادرة على السفر بحرية من الولايات المتحدة، ويرجع الفضل في ذلك جزئياً إلى سيارتها، والتي كانت زرقاء في الكتب الأصلية، والتي أصبحت لاحقاًسيارة مكشوفة. وعلى الرغم من المصاريف المفترضة والمتاعب التي واجهتها في حل الألغاز، إلا أن نانسي لم تقبل أي تعويض مالي؛ ومع ذلك، ضمناً، غالباً ما كانت تُدفع نفقاتها من قبل أحد عملاء والدها، وذلك كجزء من تكاليف حل واحدة من قضاياه.

## ابتكار الشخصية

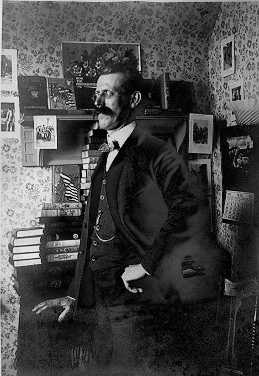
تصور إدوارد ستايتماير الشخصية وكتب النقاط الرئيسية للحبكة، ولكنه استأجر ميلدريد ويرت بينسون ليكون الكاتب الخفي للمجلدين الأولين في السلسلة تحت الاسم المستعار كارولين كين

تصور إدوارد سترايتماير الشخصية، ى والذي يُعد موسس نقابة سترايتماير. ابتكر سترايتماير سلسلة هاردي بويز في عام 1926(على الرغم من إنه لم يتم نشر المجلدين الأولين حتى عام 1927)، وقد كان نجاحاً كبيراً حيث قرر ابكار سلسلة مماثلة للفتيات، وكانت البطلة فتاة محققة هاوية. بينما كان يعتقد سترايتماير أن مكان المرأة هو المنزل، كان على علم بأن كتب هاردي بويز تلقى شعبية لدى القراء الفتيات ورغب في الاستفادة من اهتمام الفتيات بالألغاز فقام بتقديم بطلة قوية.
نسب سترايتماير في البداية السلسلة الجديدة لهاردي بويز إلى الناشرين جروسيت ودونلاب باسم" قصص ستيلا القوية" مُضيفاً إنه" يمكن تسميتهم 'بقصص ديانا درو'،' قصص نان نيلسون'، ' قصص نان درو'، أو ' قصص هيلين هيل' ولقد فضل المحررون في جروسيت ودونلاب استخدام" نان درو" من بين هذه الأختيارات، ولكنهم قرروا أن يطيلوا" نان" إلى" نانسي". طبقاً لذلك بدأ سترايتماير كتابة الخطوط العريضة للحبكة، واستأجر ميلدريد ويرت، والذي عُرف لاحقاً بميلدريد ويرت بينسون، ليكون الكاتي الخفي للمجلدين الأولين في السلسلة تحت الاسم المستعار كارولين كين. وقد تم كتابة العناوين اللاحقة من قبل عدد من الكتاب المخفين المختلفين، وكلها تحت الاسم المستعار كارولين كين.
ونُشرت العناوين الأربعة الأولى في عام 1930 وكان نجاحاً فورياً. أرقام المبيعات الدقيقة غير متوفرة للسنوات السابقة لعام 1979، ولكن يمكن أن نرى مؤشراً لشعبية الكتب في الخطاب الذي كتبته لورا هاريس، محررة في جروسيت ودونلاب، إلى النقابة في عام 1931:" هل يمكننا الحصول على مخطوطة في أقرب وقت ممكن، وفي موعد أقصاه 10 يوليو؟ لن يكون هناك سوى ثلاثة أو أربعة ألقاب صدرت ونانسي درو واحدة من أهم تلك الألقاب." ولقد بيعت الستة الالاف نسخة التي طلبها ميس(سلسلة متاجر أمريكية) لموسم عيد الميلاد في غضون عدة أيام. في مجلة فورتشن 1934 ظهرت النقابة في قصة الغلاف وخصت نانسي درو باهتمام خاص:" نانسي هي أعظم ظاهرة بين جميع المراكز الخمسين. وهي من أكثر الكتب مبيعاً.فكيف حطمت قاعة الولائم التي كانت متحيزة بشكل صارم للذكور يُعد لغزاً حتى للناشرين لها.

### الكُتاب الخفين
بما يتفق مع خصائص نقابة سترايتماير الأخرى، فإن روايات نانسي درو كُتبت بواسطة عدد مختلف من الكُتاب، وكلها تحت اسم مستعار واحد وهو كارولين كين. وفقاً لتقاليد سلسلة نقابة سترايتماير للأنتاج، قام كُتاب النقابة الخفين بتوقيع عقود تم تأويلها في بعض الأحيان يإنها عقود تطلب من الكُتاب التخلي عن حقوق التأليف أو الريع (حصة يتقاضاها المؤلف من بيع مؤلفاته). وقد نصت العقود على إنه لا يحق للكُتاب استخدام الاسم المستعار الخاص بنقابة سترايتماير خارج النقابة. في الأيام الأولى للنقابة، تم دفع رسم قدره 125 دولار للكُتاب الخفين، «أي ما يعادل راتب شهرين لمراسل نموذجي في صحيفة، في أول يوم عمل للكُتاب في النقابة.»
أثناء فترة الكساد الكبير تم تخفيض هذه الرسوم إلى 100 دولار وفي نهاية المطاف خُفضت الرسوم إلى 75 دولار. وكانت ترجع كل العائدات إلى النقابة، وكان التعامل مع الناشر يتم التعامل معه من خلال مكتب النقابة. استطاعت النقابة أن تستعين بتعاون المكتبات في إخفاء أسماء الكُتاب؛ عندما حاول والتر كريج، الذي كتب المجلد الثامن من أصل العشر مجلدات في قصص غموض نانسي درو الأصلية، أن يطالب بحققوقه ككاتب من مكتبة الكونغرس في عام 1933، وقد أعطت النقابة مكتبة الكونغرس تعليمات بعدم الكشف عن أي من مؤلفي قصص نانسي درو، وهذا ما امتثلت إليه المكتبة.
وتألفت عملية النقابة لكتابة قصص نانسي درو من إنشاء مخطط تفصيلي للحبكة، وصياغة مخطوطة، وتحرير المخطوطة. كتب إدوارد سترايتماير وبناته هارييت آدمز وإدنا سترايتماير سكوير معظم الخطوط العريضة لسلسلة نانسي درو الأصلية حتى عام 1979. وقد حدد أندرو سفينسون بتحديد الخطوط العريضة للمجلد التلاثين، دليل القناع المخملي في عام 1953. وفي العادة قام كُتاب آخرين بكتابة المخطوطات. معظم المجلدات الأولى تم كتابتها من قبل ميلدريد ويرت بينسون. وتم كتابة المجلات الأخرى من قبل والتر كريج، وجورج والر الأبن، ومارغريت سشرف، وولهملمينا رانكن، وإلما ساس، وتشارلز سترونج، وايريس فنتون، وباتريشيا دول. قام إدوارد سترايتماير بتحرير الثلاثة مجلدات الأولى، بينما قامت هارييت سترايتماير بتحرير معظم المجلدات اللاحقة حتى وفاتها في عام 1982. وفي عام 1959، قامت آدامز بتعديل العناوين الأولية بشكل كبير. من آواخر الخمسينيات من القرن التاسع عشر حتى وفاتها في عام 1982، قامت هارييت آدامز بكتابة مخطوطات معظم الكتب بنفسها.
بعد وفاة آدامز، قامت نانسي اكسلارد (والتي كتبت عدة مجلدات). تم بيع حقوق الشخصية في عام 1984، جنباً إلى جنب مع نقابة سترايتماير، إلى سيمون وشوستر. وفي وقت لاحق، قامت رابطة كتب ميجا بتعين مؤلفين لكتابة سلسلة نانسي درو الأساسية وكتاية سلسلة جديدة تحت عنوان ملفات نانسي درو.

### نزاعات قانونية
في عام 1980، بدلت هارييت آدامز الناشرين إلى سيمون وشوستر، لأنها غير راضية عن عدم وجود رقابة إبداعية في جروست ودونلاب وبسبب قلة الدعاية للذكرى الخمسين لهاردي بويز في عام 1977. وقدمت جروست ودونلاب دعوى قضائية ضد النقابة والناشرين الجدد، سيمون وشوستر، مُشيرة إلى«خرق العقد، والتعدي على حق المؤلف، والمنافسة غير العادلة.»
وقامت آدامز برفع دعوى قضائية مضادة، مُدعية أن القضية كانت سيئة الذوق وتافهة، وهكذا كمؤلفة لسلسلة نانسي درو، احتفظت بالحق في عملها. على الرغم من كتابة آدامز للعديد من الألقاب بعد عام 1953، وتحريرها لآخرين، أدعت بإنها من ألف العناوين الأولى. وفي الواقع، قامت آدامز بإعادة كتابة العناوين القديمة ولكنها لم تكن مؤلفتهم الأصلية. عندما تم استدعاء ميلدريد بينسون للإدلاء بشهادة حول عملها للنقابة، تم الكشف عن دور بينسون في كتابة المخطوطات للعناوين الأولى في المحكمة مع الاستعانة بوثائق مؤكدة على نطاق واسع، وهو ما يتناقض مع مطالبة آدامز بحقها في التأليف. وقضت المحكمة بأن جروست لديه الحق في نشر السلسلة الأصلية كما كانت في شكل مطبوع في عام 1980، ولكن ليس لديه الحق في الشخصية والعلامات التجارية. علاوة على ذلك، تم منح الناشرين الجدد الذين تم اختيارهم بواسطة آدامز الحق الكامل في طباعة عناوين جديدة.

## تطور الشخصية
انظر أيضاً: تصنيف: شخصيات نانسي درو
على مر السنين، مرت شخصية نانسي درو بالعديد من التباديل. تم تنقيح سلسلة لغز نانسي درو ابتداءً من عام 1959، مع وجود المعلقين الذين اتفقوا على تغير شخصية نانسي الواضح عن نانسي الأصلية من الكتب التي كُتبت في الثلاثينيات والأربعينيات من القرن التاسع عشر. وقد لاحظ المعلقون وجود اختلاف بين نانسي في السلسلة الأصلية، وشخصية نانسي في ملفات نانسي درو، وشخصية نانسي من سلسلة الفتاة المحققة. ومع ذلك، وجد بعض المعلقين إنه لا يوجد اختلاف واضح بين التباديل المختلفة لشخصية نانسي درو، ووجدوا أن نانسي خير قدوة للفتيات. على الرغم من المراجعات،" ما لم يتغير، مع ذلك، هو قيم نانسي الأساسية، وأهدافها، وتواضعها، وهديتها السحرية لامتلاكها على الأقل تسع شخصيات. على مدى أكثر من ستة عقود، ظل جوهرها على حاله الأصلية". تُعد نانسي" محققة مراهقة ملكة" التي" تُقدم للقراء الفتيات أكثر من مغامرة مليئة بالحركة: حيث تُقدم لهم مغامرات طبيعية. كان مُتعارف على أن الفتيات سلبيات، مُحترمات، وعاطفيات، ولكن مع وجود طاقة الفتيات المليئة بالنشاط والحماس، قامت نانسي بتكيف الأعراف ومثلت حلم كل فتاة في امتلاك القوة.
ويرى بعض المعلقين الأخرين نانسي على إنها«المفارقة- والتي قد تكون السبب في أن النسويات يثنون عليها كرمز تكوينى» قوة الفتاة «ويمكن أن يحب المحافظين فيها مدى رسوخ قيم الطبقة المتوسطة.»

### 1930-1959
نُشرت كتب نانسي درو الأولى بأغلفة زرقاء داكنة وقوية وتم ختم العناوين عليها بحروف برتقالية مع خطوط عريضة باللون الأزرق الداكن ولم يكن هناك أي صور أخرى على الغلاف. ولقد مرت اأغلفة كتب نانسي درو بتغييرات عديدة خلال السنوات الأولى: حيث تم التخلي عن الحروف البرتقالية بون الخطوط العريضة وتم إضافة صورة ظلية برتقالية لنانسي وهي تنظر خلال عدسة مكبرة؛ وتم تغييره إلى لوح أخف زرقة مع وجود حروف وصورة ظلية زرقاء داكنة. وبعد ذلك تم تغيير مكان العنوان والصورة الظلية في المقدمة ألى حروف سوداء مع صورة ظلية«أكثر حداثة». وُصفت نانسي درو بأبنة السادسة عشر المستقلة فكرياً والتي انهت دراستها الثانوية (وكان سن السادسة عشر هو الحد الأدنى للتخرج في ذلك الوقت)؛ وقد حدثت السلسلة مع مرور الوقت، حيث ناهزت الثامنة عشر في بداية الأربعينيات من القرن التاسع عشر. ويبدو إنها كانت ميسورة الحال (فقد كان والدها محامي ناجح)، وقد حافظت أيضاً على جدول اجتماعي، وتطوعي، وتنقيبي ناشط، فضلاً عن المشاركة في الألعاب الرياضية والفنون، ولكنها لم تبدو أبداً بحاجة إلى العمل من أجل لقمة العيش أو بحاجة لاكتساب مهارات العمل. ولم تتأثر نانسي درو بالكساد العظيم- على الرغم من أن العديد من الشخصيات في قضاياها الأولى كانت بحاجة إلى المساعدة لإصابتهم بالفقر- ولا بالحرب العالمية الثانية. وقد عاشت نانسي درو مع مالدها المحامي، كارسون درو، ومدبرة المنزل السيدة هانا جرين. فضل بعض النقاد شخصية نانسي في هذه المجلدات، والتي كتبها ميلدريد بينسون. يعود الفضل إلى بينسون في«التنفس»... روح شديدة الحيوية لدى شخصية نانسي." يُزعم أحياناً أن شخصية نانسي درو الأصلية" تبدو شديدة الشبه ب (بينسون) نفسها...واثقة، وكفء، ومستقلة تماما، على خلاف الشخصية القوية التي حددها إدوارد سترايتماير.
تُعد شخصية نانسي درو الأصلية في كثير من الأحيان صريحة وموثوقة، وهذا ما جعل إدوارد سترايتماير يخبر بينسون بأن الشخصية" يجن جنونها أكثر من اللازم، ولن يتم تقبلها بسهولة." واختلف المحررون في جروسيت ودونلاب على ذلك، ولكن واجهت أيضاً بينسون انتقادات من الهحررة التالية لها في النقابة، هارييت آدامز، والتي شعرت إنه يجب على بينسون أن تجعل الشخصية" متعاطفة، وطيبة القلب، ومحبوبة أكثر." وطلبت آدامز مراراً من بينسون، وبعبارة بينسون،" أن تجعل المحققة أقل جرأة... فمثلاً عبارة" قالت نانسي" أصبحت' قالت نانسي بعذوبة'،' قالت بلطف" وما شابه ذلك، وكاها صُممت لتجعل الشخصية أكثر تهذباً ومُراعية أكثر." ولقد أحي الكثير من القراء والمعلقين، مع ذلك، شخصية نانسي الأصلية الجريئة.
تم توجيه نقد واعد لشخصية نانسي درو، على الأقل شخصية نانسي في قصص نانسي درو الأولى، بإنها تشبه الكاتبة الغامضة بوبي آن ماسون. تُؤكد ماسون بأن نانسي تدين بشعبيتها إلى حد كبير إلى«جاذبية مغامرتها رفيعة المستوى.» انتقدت أيضاً ماسون السلسلة بسبب لتضمنها العنصرية والطبقية، بحجة أن نانسي هي مُدافعة واسب الطبقة العليا عن«الأرستقراضية المتلاشية، المهددة من قبل الطبقات الدنيا التي لا تهدأ.» وتؤكد ماسون أن«العناصر الأكثر جاذبية في كتب مغامرات هذه الفتاة المحققة المتهورة هي (سراً) من هذا النوع: الشاي والكعك، وأماكن الأحداث الرومانسية، والطعام الذي يؤكل في أماكن غريبة (وليس أبداً كهو-جو)، والوقفات اللذيذة التي تُنعش، والنزهات ذات الطراز القديم في الغابة، والجوهرات الثمينة والأمتعة... كلمة رقيقة ما هي إلا تأكيد تخريبي لعالم الجنس اللطيف.»
في خلاصة الأمر، تقول ماسون، أن شخصية نانسي درو هي شخصية فتاة تحاول أن تكون«مثالية» لأنها«حرة، وبيضاء، وتناهز السادسة عشر» و«يبدو أن قصصها تحاول إرضاء معيارين- المغامرة والعائلية. ولكن المغامرة هي البنية الفوقية، بينما العائلية هي الأساس.»
ويرى أخرون أن«نانسي، على الرغم من نزاعاتها الأنثوية التقليدية، كمظهرها الحسن، ومجموعة متنوعة من الملابس لجميع المناسبات الأجتماعية، ووعيها بحسن أدارة المنزل، كثيراً ما يتم إشادة صفاتها الذكورية الظاهرة... فهي تعمل بشكل مستقل جيداً، ولديها الحرية والمال لتفعل ما تشاء، ومكالمة تليفونية أو اثنتين من المنزل، فيبدو إنها تعيش لحل الألغاز بدلاً من المشاركة في حياة أسرية.»

### 1959-1979
بُناءًا على إصرار الناشرين جروسيت ودونلاب، تم تعديل كتب نانسي درو ابتداءً من عام 1959، وهذا لجعل الكتب أكثر حداثة وللقضاء على الصورة النمطية العنصرية. وعلى الرغم من أن هارييت آدامز شعرت بأن هذه التغييرات كانت غير ضرورية، إلا إنها أشرفت على الإصلاح الكامل لهذه السلسلة، فضلاً عن كتابة مجلدات جديدة مُراعيةً المبادئ التوجيهية التي رسمها جروسيت ودونلاب. لم تقضي السلسلة كثيراً من الصورة النمطية العنصرية، ومع ذلك، كما قضت على الشخصيات غير البيضاء تماماً. فعلى سبيل المثال، في النسخة الأصلية من لغز الإطار الخفي (1956)، زارت نانسي أصدقائها في الجنوب، حيث تكون خادمتهم الإفريقية الأمريكية«بيولا العجوز المحبوب...تقدم الحبار، والبطاطا الحلوة، وبودينج الذرة، والبسكويت الساخن، وكعكة الفراولة.» تنتظر سيدة المنزل حتى تغادر بيولا الغرفة وتقول لنانسي«أحاول أن أجعل الأشياء أسهل لبيولا، ولكنها تصر على الطهي والعمل بالطريقة القديمة. يجب أن اعترف، على الرغم من ذلك، فأنا أحبها.» في نسخة 1975 المنقحة، تم تغيير بيولا إلى آنا خادمة«ممتلئة الجسد، ومبتسمة.»
والعديد من التغييرات الأخرى كانت بسيطة نسبياً. وكانت الكتب الجديدة باللون الأصفر مع وجود رسوم توضيحية ملونة على الغلاف الأمامي. زاد عمر نانسي من سن السادسة عشر إلى الثامنة عشر، ويُقال أن والدتها قد تُوفيت ونانسي في سن الثالثة، بدلاً من العاشرة، كما تمت بعض التغييرات الأخرى. وارسلت الخادمة هانا جرين إلى المطبخ في القصص القديمة، ولكنها أصبحت أكثر من خادمة؛ فأصبحت كالأم البديلة.
كثير من الأدعاءات بشأن تغيير شخصية نانسي بشكل واضح:«حيث خضعت شخصية نانسي درو لتغيير جذري: ضعفت شخصية الفتاة المراهقة قوية الإرادة، مما جعلها تفقد استقلاليتها المعهودة.» مما يجعل نانسي شخصية سهلة القيادة، وتقليدية، ورزينة. تم أيضاً اختزال الكتب إلى 20 فصلاً بدلاً من 25 فصلاً، مع تسريع وتيرة الأحداث. كان بعض المعلقين أقل اهتماماً بشأن محاولة القضاء على الصورة النمطية العنصرية، على عكس اهتمامهم بأسلوب الكتابة المائج:
قامت التنقيحات باختزال الكتب، وترك الكثير من الأحكام المسبقة والصور النمطية الموجودة في مجلدات النص الأصلي. كما عملت هذه التنقيحات على تسريع وتيرة النصوص. النصوص الأصلية طورت من القصة، والمشاهد، والشخصيات في كثير من التفاصيل، على عكس النصوص المُعدلة. ونتيجة لذلك، فإن جامعي القصص الذين نشأوا على القصص الأصلية ليس لديهم أي من النصوص المُعدلة.
ويرى نقاد أخرون شخصية نانسي في الخمسينيات والستينيات والسبعينيات من القرن التاسع عشر كتحسن في العديد من النواحي، وكخطوة للوراء في نواحي أخرى:«تم تعديل مجموعة من العناصر في هذه الطبعات الجديدة... كما تم استأصال العديد من أكثر عناصر العنصرية العلنية. وفي تغيير غالباً ما يتم تجاهله، تم ترويض الطابع الذكوري لعنوان النص.»
وقد تم احترام نانسي من قبل رموز السلطة الذكرية في كتابات الخمسينيات والستينيات والسبعينيات من القرن التاسع عشر، مما أدى بالبعض إلى الإدعاء بأن شخصية نانسي المعدلة أصبحت مقبولة أكثر ببساطة، وأقل تميزاً، «في الكتب المنقحة، نانسي شخصية متفائلة بلا هوادة، تبدي مقاومة لنزعات أبيها المتزايدة لحمايتها، وعندما سُألت إذا كانت تذهب إلى الكنيسة في دليل نقرات الكعوب في عام 1969، أجابت قائلةً:» بقدر ما أستطيع«... فقد تعلمت نانسي كيف تسيطر على لسانها؛ فلم تعد تتعامل مع رجال الشرطة الأغبياء كما كانت تفعل من قبل.»

### 1980-2003
بعد وفاة هارييت آدامز في عام 1982، قامت ربيبتها نانسي اكسلارد بالأشراف على إنتاج كتب نانسي درو لفترة وجيزة قبل بيع نقابة سترايتماير إلى سيمون وشوستر. وبحث سيمون وشوستر في رابطة كتب ميجا عن كُتاب جدد. ونتيجة لذلك تم تغيير الكتب وشخصية نانسي، وإن كان هناك اختلاف على طبيعة التغيير. وقد أكد البعض على أن شخصية نانسي أصبحت«أكثر تشابهً بالبطلة الأصلية ميلدريد ويرت بينسون من أي نسخة منذ عام 1956.» وانتقد أخرين السلسلة لادراجها المتزايد للرومانسية«(والتخفيف) من جرأة ما قبل النسوي.» فعلى سبيل المثال، افتُتح المجلد 78 في السلسة تحديث على الجريمة في عام 1992 بتسائل:«هل أنا واقعة في حب نيد نيكرسون أو لا؟» بدأت نانسي في مواعدة شبان أخرين، والاعتراف بالرغبات الجنسية:«رأيتك (تقبله)... ليس عليك أن تعتذر مني إذا اعجبك رجل ما.» «جياني لا تثيرني!... ألن تجعلوني أشرح لكم.»
في عام 1986، تم استخدام شخصية نانسي درو في سلسلة جديدة بعنوان ملفات نانسي درو، والتي استمرت حتى 1997. واتسمت أيضاً سلسلة ملفات نانسي درو باهتمامها بالرومانسية والأولاد، الحقيقة التي أدت إلى الكثير من النقد:«مايلي (ميلدريد ويرت بينسون) تنظر بتسائل إلى سلسلة الملفات، حيث قام نيد نيكرسون، صديق نانسي منذ فترة طويلة، بمنحها بعض القبلات العابرة والتي افسحت المجال للتعانق في الجاكوزي.» فوقع عناوين السلسلة الموسيقي مثل عطلة الكر والفر في عام (1986)، يعكس هذه التغييرات التي طرأت على الشخصية، فغالباً ما كانت نانسي ترتدي ملابس استفزازية، مثل التنانير القصيرة، والفساتين التي تكشف بطنها أو ثدييها، أو ثوب السباحة. وفي الغالب كانت نانسي تظهر في صورة مع شاب وسيم، ومهندم، زكثيراً ما تبدو نانسي على علم بهذا الشاب ومهتمة به. وأصبحت نانسي أكثر عرضة للخطر، حيث تكون في حالة اللاوعي أو غير قادرة عن الدفاع عن نفسها. وقد ركزت الكتب أكثر على العنف وعلاقات الشخصية.
وأخيراً ذهبت نانسي درو إلى الجامعة في سلسلة نانسي درو في الحرم، والتي بدأت من 1995 حتى 1998. ومجدداً ركزت الكتب على الحبكات الرومانسية، وبناءًا على طلب القراء، قطعت نانسي علاقتها التي استمرت فترة طويلة مع صديقها نيد نيكرسون، في المجلد الثاني من السلسلة، بنفسها (1995). في عام 1997، أعلن الناشرين سيمون وشوستر عن الألغاء الجماعي للفائدة الجانبية غير المتوقعة لكلاً من السلسلتين نانسي درو وهاردي بويز ما عدا تلك الموجهة للأطفال الصغار.

### 2004-2012
هي عام 2003، قرر الناشران سيمون وشوستر إنهاء السلسلة الأصلية لنانسي درو، ووضع شخصية نانسي في سلسلة ألغاز جديدة بعنوان الفتاة المحققة. تقود شخصية نانسي درو في هذه السلسلة سيارة هجينة، وتستخدم الهاتف المحمول، وتحكي ألغازها مستخدمة ضمير المتكلم. انتقد العديد هذه التغييرات، بحجة أن نانسي لم تتغير كلياً ولكنها أصبحت تستخدم الهاتف الخلوي. واثنى اخرون على السلسلة لكونها أكثر واقعية، حيث أصبحت نانسي؛ كما قال المعلقون، شخصاً أقل كمالاً، ومحبوبة أكثر، كما أيبحت الفتيات يتعلقن بها- قدوة أفضل من نانسي القديمة، لإنهافي الواقع أصبحت نموذجاً يُحتذى به بدلاً من«الشخص المتعفف إلى الكمال.»
قدم البعض، معظمهم من المعجبين، رثاءًا صاخباً لهذه التغييرات، حيث رأوا نانسي كفتاة سخيفو وتافهة، قامت بمغامرات تافهة مثل (اكتشاف من سحق الكوسة بدون أثر (2003))" حمل مرآة سطحية لعالم ما قبل المراهقة" جادلت ليونا فيشر أن السلسلة الجديدة تصور مرتفعات نهر أبيض متزايد، جزئياً بسبب" صوت السرد غير اللبق مستخدماً ضمير المتكلم الذي يجعل من المستحيل الربط بين مواقف تسلطية خارجية بالخطاب"، بينما تستمر في تفاقم التمثيلات الضمنية الثقافية العنصرية والعرقية واللغوية للأخرين" من خلال تقديم تكهنات لا مبرر لها على أصول قومية وعرقية الشخصيات.
الشخصية هي أيضاً بطلة روايات الرسوم البيانية، والتي بدأت في 2005، وانتجها بيبركتز. كُتبت هذه الروايات من قبل استيفان بتروشا، ووضحها شو موراس في الأعمال الفنية لأسلوب المانجو. وتم وصف تجسيد هذه الشخصية«كمراهق ممتع، ووقح، ومعاصر، حيث ما زال مبتدئاً على أعقاب المجرمين.»
ارتبط فيلم 2007 بالكتب أيضاً. كما تم كتابة الفيلم روائياً ليشبه الكتب القديمة. وكُتب كتابين لسلسلة الفتاة المحققة وسلسلة دليل الطاقم والذي يتعامل مع اللغز على مجموعة الفيلم. في عام 2008، تم إعادة توزيع سلسلة القتاة المحققة في ثلاثيات والتي يصحبها وجود موديل على الغلاف. أصبحت الألغاز أكثر عمقاً بسبب ارتكاب نانسي للأخطاء. تم استقبال هذه الثلاثيات بصورة سلبية نتيجة لارتكاب نانسي المستمر للأخطاء، واختزال الكتب، وقلة وجود حركة. كما بدأت المبيعات في الانخفاض مع تنسيقات الثلاثيات الجديدة. فقام سيمون وشوستر بتخفيض الأنتاج من ستة إلى أريعة كتب سنوياً. في ديسمبر 2011، أعلن سيمون وشوستر عن إلغاء السلسلة جنباً إلى جنب مع سلسلة هاردي بويز.

### 2013-الحاضر
```
مع الألغاء المفاجئ لسلسلة 
الفتاة المحققة
، تعين على سيمون وشوستر ابتكار سلسلة جديدة لنانسي درو وهاردي بويز. وأصبحت سلسلة 
اليوميات
 هي السلسة التالية، والتي مزجت بين سلسلة 
الفتاة المحققة
```

 والسلسلة الأصلية. تم نشر هذه السلسلة مع غلاف توضيحي من قبل ايرين ماكجوير، كما نشرت السلسلة ثلاثة كتب سنوياً في شهر يناير ومايو وسبتمبر.

## تقييم ظهور الشخصية
تم توضيح شخصية نانسي درو من قبل عدد من الفنانين على مر السنين، كما تم تحديث مظهرها باستمرار. مارس كلاً من نقابة سترايتماير وناشري الكتب السيطرة على الطريقة التي تظهر بها نانسي.
تؤكد جينيفر ستو على أن تصوير الشخصية تتطور بشكل واضح على مر السنين:
تتميز شخصية نانسي في الثلاثينيات من القرن التاسع عشر بكونها جريئة، وقادرة، ومستقلة ز فهي تسعى بنشاط لإيجاد مفاتيح حل اللغز، وتظهر في وسط التراكيب. في التشخيصات اللاحقة، أصبحت نانسي درو تضعف تدريجياً، وأقل في السيطرة عليها. في 1990 كان هناك انقلاب تام في تقديم شخصية نانسي. ففي كثير من الأحيان، تظهر نانسي في صورة الشخص المًطارد أو المُهدد، حيث تم استبدال ثقة الثلاثينيات بالخوف.
وظلت بعض جوانب تصوير شخصية نانسي درو ثابتة على مر العقود. ويمكن القول أن وصفها البدني الأكثر تميزاً هو إنها تظهر ممسكاً بمصباح يدوي.

### رسل H. تاندي
كان الفنان التجاري راسل H. تاندي هو أول من أوضح شخصية نانسي درو. كان تاندي فنان أزياء، وغرس نانسي في الموضة المعاصرة الرقيقة: حيث كان أسلوبها فب بادئ الأمر يتمثل في البدلة المسطحة، بكعب ماري جينس مع تنورة بدلة زرقاءو قبعة تلبسها على ثلاثة من أربعة سترات الغبار. كما تغيير الأنماط في السنوات القليلة المقبلة، بدأت تظهر نانسي في فساتين ساحرة، مع تسريحة شعر منمقة، ولؤلؤ، وقبعات متطابقة، وقفازات، وحقائب اليد. وبحلول الأربعينيات من القرن التاسع عشر، ارتدت نانسي بدلات وتصاميم أزياء بشكل أبسط، وغالباً ما رتبت شعرها بشكل بومبادور. في فترة ما بعد الحرب، ظهرت نانسي بقبعات أقل، وترتدى تناننير وبلوزات غير رسمية«كاجوال»، وتحمل محفظة ككل المراهقين في هذه الفترة.
وصمم تاندي التصاميم الداخلية في أول26 مجلد في السلسلة، كما قام بتلوين أول 26 غلاف ماعدا الغلاف الحادي عشر، لونه فنان غير معروف. يقرأ تاندي النص قبل البدء في التصميم، لذا كانت تصاميمه الأولية مرتبطة جداً ببعض المشاهد في الحبكات. كما قام بتلوين حروف الغلاف يدوياً، وصمم شعار نانسي درو الأصلي: صورة ظلية لنانسي وهي منحية قليلاً تنظر إلى الأرض من خلال العدسات المكبرة.
وغالباً ما صور تاندي نانسي درو واثقة من نفسها، وصاحبة لغة جسد حازمة. فهي لم تظهر أبداً خائفة أو مصدومة. وتظهر نانسي بجرأة في وسط الأحداث أو بنشاط، ولكن بسرية، تتحرى عن الدليل. فغالباً تلاحظها شخصية واعدة، وتبدو في خطر، ولكن تعبيراتها الواثقة تُظهر للمشاهدين إنها تسيطر على الموقف.
واشتعل بيت تاندي بالحريق في عام 1962، مما أدى إلى تدمير معظم لوحاته الأصلية ورسوماته. ونتيجة لذلك، أصبحت سترات الغبار لتاندي قيمة جداً من قبل جامعي التحف.

### بيل جيليس وأخرون
بداية مع تاندي في 1948، واستمر حتى أوائل الخمسينيات، تم تحديث مظهر نانسي درو ليتواكب مع الموضة. ومع بذخ ما بعد الحرب، ظهر اتجاه للشباب حيث يملكون أسلوبهم الخاص في الملابس غير الرسمية، بدلاً من ارتداء نفس النمط مثل الشباب الراشدين، وأصبحت نانسي حرة من القيود فيما يخص المظهر. تم تقديم السترة، والبلوزة، والتنورة القصيرة، وكذلك تسريحة بيجبوى، في 1948، واستمرت مع فنان أزياء جديد بيل جيليس، الذي حدث 10 أغلفة، ووضح ثلاثة سترات جديدة من 1950-1952. واستخدم جيليس زوجته كعارضة، وتعكس نانسي فتاة الخمسينيات المحافظة، مع تسريحة شعر مموجة وخزانة ملابس محدودةـ فهي تلبس نفس السترات والتنانير في تراكيب مختلفة على معظم هذه الأغلفة. كما صمم جيليس العلامة التجارية المعاصرة باعتبارها الركيزة الاساسية التي اسُخدمت لعقود: رأس نانسي تطل من خلال النظارة المفردة.
في وقت لاحق من فترة تاندي (1946-1949)، والتي استمرت حتى الخمسينيات، تم وصف نانسي بشكل أقل في وسط الحدث. في«شبح قاعة بلاكودد» ظهرت نانسي بشخصية حازمة تقود أصدقائها الخجولين إلى مقدمة المنزل المسكون، وتحدد الأنتقال إلى التوضيحات اللاحقة. من 1949 إلى الأمام، من المرجح إنها كانت تراقب الأخرين، وغالباً ما تختبئ أو تخفي نفسها. فكانت تفتح فمها من المفاجأة، وتخفي جسدها عن الرؤية. على الرغم من تعبير نانسي عن المفاجأة، إلا أنها لم تكن خائفة. فهي تبدو مأخوذة قليلاً بما رأته، ولكنها تبدو كما لو كانت تزال تسيطر على الموقف. ومعظم هذة الأغلفة ميزت استعداد نانسي للتحرى عن الدليل، وتتجسس على أنشطة المجرمين، أو كشفها لما توصلت إليه من اكتشافات للاخرين المشاركين في اللغز. ولكنها في بعض الأحيان تظهر في مكان الحدث، مثل الهرب من مكان الحريق، وركوب الخيل، أو التنقيب بنشاط مستخدمة المصباح اليدوي. في بعض الأوقات، تظهر نانسي في مكان الحدث عندما يتم كشف مكان اختباءها من قبل الأخرين. وفي بعض الأحيان، تواستخدام مشاهد أكثر نشاطاً للواجهة، أو في الكتب بعد 1954، ورسُمت التوضيحات من قبل رسامين غير كفء.